# 금성면 (하동군)
금성면(金星面)은 대한민국 경상남도 하동군의 면이다. 경남의 최서남단으로 섬진강 하류와 남해 바다로 둘러싸인 전형적인 농어촌 혼합지역이다. 광활한 갈사만 간척지를 배경으로 동쪽으로는 하동화력발전소가, 서쪽으로는 광양제철소 등 국가기간시설이 있으며, 금성신도시 건설을 계획하고 있다.

## 연혁
- 1913년 1월 1일 금양면과 남면을 합하여 금남면 설치
- 1986년 11월 13일 금남면 갈사출장소 설치
- 1989년 4월 1일 금성면 승격

## 행정 구역
- 가덕리(可德里)
- 궁항리(弓項里)
- 고포리(高浦里)
- 갈사리(葛四里)

## 특산물
- 장어구이
- 생선회

## 교육
- 궁항초등학교
- 갈육초등학교